# BMW R 1250 RT

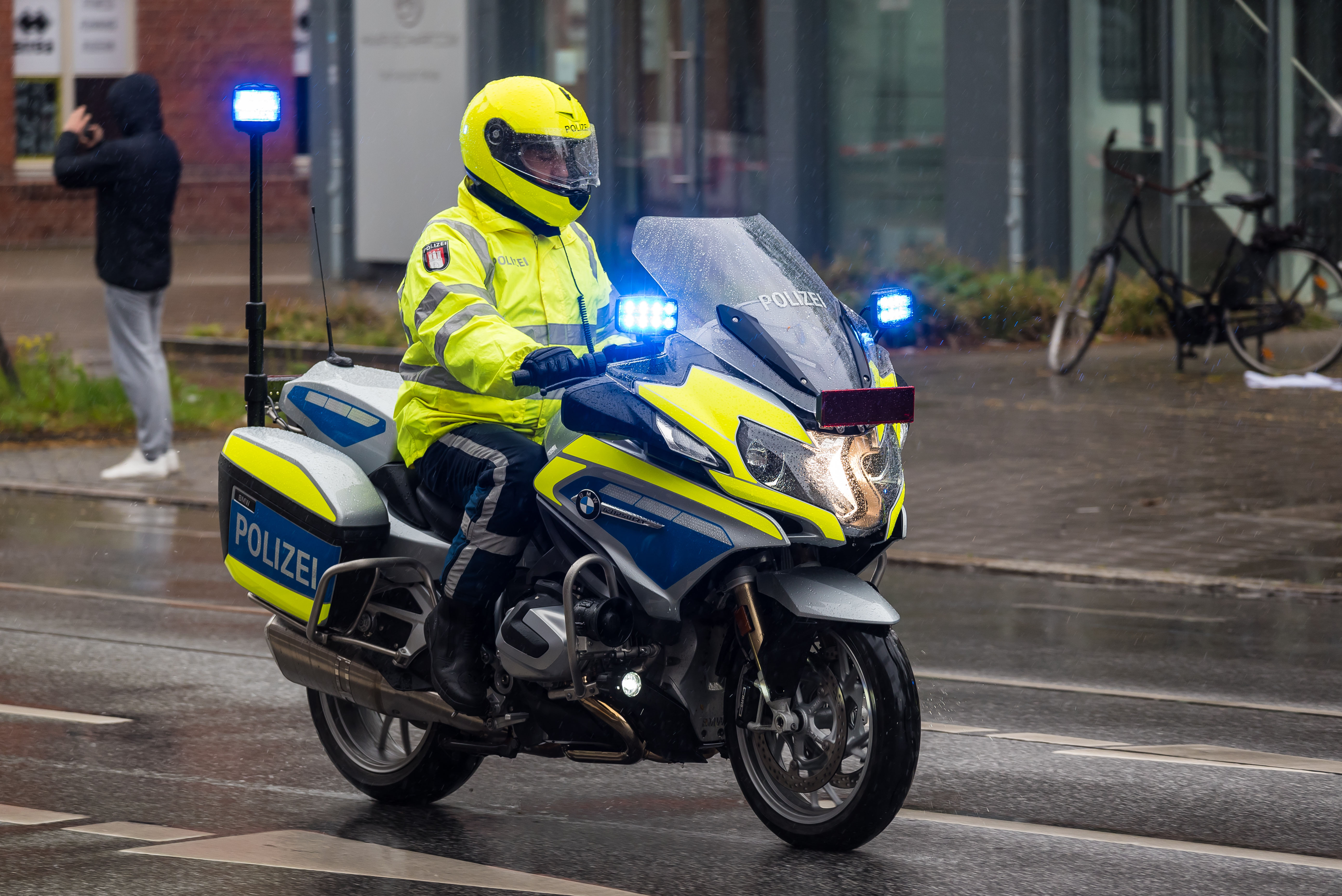
R 1250 RT als Polizeimotorrad, 2019

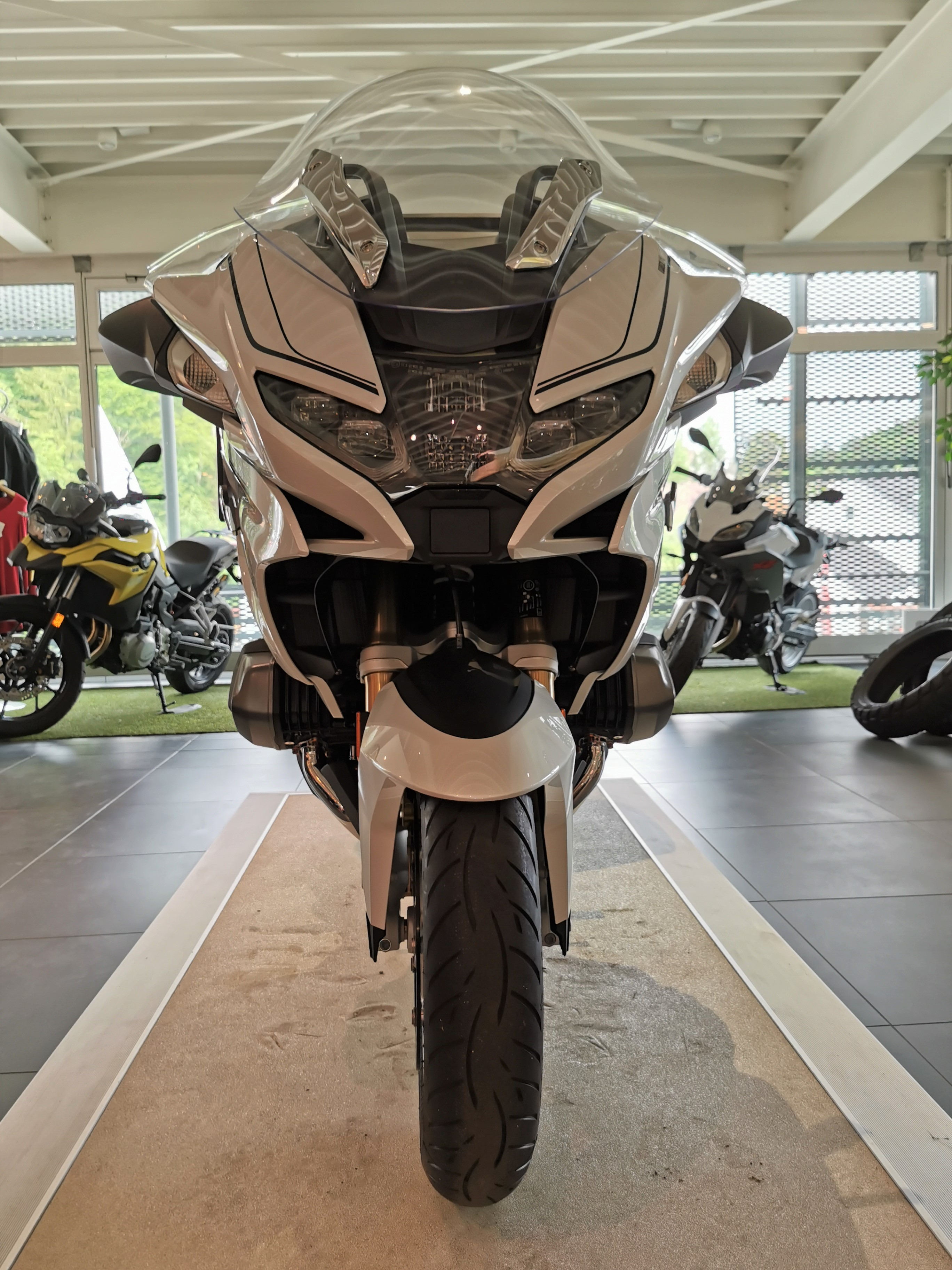
R 1250 RT, etwa seit Oktober 2020

Die BMW R 1250 RT ist die überarbeitete Version der R 1200 RT, die von ihr im Oktober 2018 abgelöst wurde. Wie alle Modelle der R-Reihe wird das Motorrad von einem Boxermotor angetrieben und im BMW-Werk Berlin hergestellt.
Nach der R 100 RT (1978–1984), R 100 RT Classic (1987–1996), R 1100 RT (1995–2001), R 1150 RT (2001–2004), R 1200 RT (K26, 2005–2013) und R 1200 RT (K52, 2013–2018) ist die R 1250 RT die siebte Generation der seit 1978 produzierten RT-Baureihe. Das Suffix RT steht für Reisetourer. Diese Motorräder zeichnen sich durch große Reichweiten, hohen Sitzkomfort, guten Wind- und Wetterschutz und großes Stauvolumen aus.
Anfang November 2018 stellte BMW Motorrad die verkleidete, sportlichere R 1250 RS (Sporttourer) und die unverkleidete R 1250 R (Roadster) auf der EICMA vor. Beide wurden parallel entwickelt und haben denselben ShiftCam-Boxermotor.

## Geschichte
Die R 1250 RT wurde gegenüber dem Vorgängermodell in einem Projektteam unter der Leitung von Harald Spagl vollständig überarbeitet. Vorgestellt wurde sie auf der Intermot. Im Oktober 2020 kam die „RT“ überarbeitet auf den Markt, seitdem hat sie serienmäßig einen LED-Scheinwerfer.

## Konstruktion

### Antrieb
Der luft- und wassergekühlte Zweizylindermotor erzeugt aus 1254 cm³ Hubraum eine Nennleistung von 100 kW (136 PS) bei 7750 min−1 und ein maximales Drehmoment von 143 Nm bei 6250 min−1. Die Hubraumerhöhung wurde durch eine vergrößerte Bohrung (102,5 mm) und längeren Hub (76 mm) erreicht. Das Verdichtungsverhältnis von 12,5 : 1 wurde beibehalten. Der Motor bekam einen neuen Zylinderkopf mit einer verschiebbaren Nockenwelle (Shiftcam), die Steuerzeiten für den unteren und mittleren sowie für den oberen Drehzahlbereich einstellt und den Ventilhub verändert. Je nach Stellung wirkt dabei ein Teillast- oder Volllastnocken auf die Ventile. Welcher Nocken zum Eingriff kommt, wird abhängig von Lastzustand und Drehzahl elektronisch gesteuert. Außerdem öffnen die beiden Einlassventile eines Zylinders zeitversetzt. Damit wurde eine bessere Füllung, ein größerer Wirkungsgrad und eine Drehmomentsteigerung über den gesamten Drehzahlbereich erzielt. Ein geregelter Drei-Wege-Katalysator behandelt das Abgas nach. Seit 2020 erfüllt der Motor den Abgasstandard Euro 5.
Die R 1250 RT hat ein klauengeschaltetes Sechsganggetriebe mit Schrägverzahnung, das wahlweise mit einem Schaltautomaten auch ohne Betätigung der Kupplung bedient werden kann. Das Drehzahlniveau wurde tourertypisch durch eine längere Sekundärübersetzung abgesenkt. Das Motorrad beschleunigt in 3,6 Sekunden von 0 auf 100 km/h und erreicht eine Höchstgeschwindigkeit von 228 km/h. Der Verbrauch liegt bei etwa 5 bis 5,4 Liter/100 km.

### Fahrwerk
Das Chassis der „RT“ basiert auf dem Gitterstahlrohrrahmen der R 1250 GS. Das Fahrwerk besteht aus Vorder- und Heckrahmen mit mittragender Motor-Getriebe-Einheit. Der Heckrahmen ist im Unterschied zur „GS“ eine leichte Aluminiumkonstruktion von Frank Lanner. Der Lenkkopfwinkel beträgt 63,6 Grad, der Nachlauf 116 mm. Die elektronische Fahrwerkseinstellung dynamic ESA kann die Federvorspannung und Dämpfung in neun Stufen verändern.
Die Dreischeiben-Bremsanlage verzögert das Motorrad mit durchschnittlich 9,8 m/s² in 39,5 Metern von 100 km/h in den Stand. Das serienmäßige vollintegrale Antiblockiersystem regelt das Bremsverhalten in kritischen Situationen. Mit dem Fußbremshebel wird auch die Vorderradbremse betätigt. Seit Oktober 2020 hat das ABS serienmäßig einen Schräglagensensor und auf Wunsch auch eine Berganfahrhilfe (Hillassist-Funktion).
Weitere Fahrwerksneuerungen sind die Antriebsschlupfregelung (Dynamic Traction Control, DTC) und Fahrmodi Pro mit Fahrmodi-Vorauswahl und auf Wunsch eine Motorschleppmomentregelung (MSR). Der neue Fahrmodus „Eco“ unterstützt den Fahrer mit einer Schaltpunktanzeige beim verbrauchsgünstigen Fahren (seit Oktober 2020 als Serienausstattung).
Das Vorderrad wird von einem Telelever geführt. Die Hinterradführung übernimmt eine Einarmschwinge, genannt Paralever, bei der die Hinterachse mit einer Strebe abgestützt wird. Die Bereifung hat vorn die Maße 120/70 ZR 17 und hinten 180/55 ZR 17.
Fahrfertig und vollgetankt wiegt der Tourer in der Serienausstattung 279 kg. Die maximale Zuladung beträgt 226 kg. Die zwei Seitenkoffer haben zusammen ein Stauvolumen von 70 Litern. Auf Wunsch kann das Volumen mit einem Topcase um 49 l erweitert werden.

### Kraftstoffsystem
Der Kraftstofftank fasst 25 Liter, von dem ca. 4 Liter Reserve sind. Damit ergibt sich bei einem Verbrauch von 5 l/100 km – der angegebene WMTC-Normverbrauch beträgt 4,75 l/100 km – eine Reichweite von etwa 500 km. Der Hersteller empfiehlt, Superbenzin mit mindestens 95 Oktan zu tanken.

### Elektrik
Der Drehstromgenerator hat eine Nennleistung von 508 Watt. Die wartungsfreie Batterie hat eine Kapazität von 11,8 Ah.
Die Maschine kann mit einem Radar-basierten Abstandsregeltempomaten (ACC) ausgerüstet werden. Sie hat weitere elektronische Sicherheitsmerkmale wie Notrufassisent ECall, dynamisches Bremslicht DBC und Reifendruckkontrolle RDC.
Der seit Oktober 2020 verwendete LED-Scheinwerfer kann als Sonderausstattung mit adaptivem Kurvenlicht ergänzt werden. Weiter wurde die analoge Instrumentenkombination serienmäßig durch ein 10,25 Zoll großes Farb-TFT-Display mit zahlreichen Anzeigen ersetzt.

## Neuzulassungen in Deutschland
| Jahr | Neuzulassungen |
| ---- | -------------- |
| 2019 | 828            |
| 2020 | 964            |
| 2021 | 1220           |
| 2022 | 751            |
| 2023 | 555            |
| 2024 | ?              |

2020 wurde die „RT“ von der unverkleideten R 1250 R mit 1.339 Zulassungen „überholt“. Bei beiden waren es deutlich weniger Maschinen als von der geländegängigen Variante R 1250 GS (2020 über 9200 Stück, 2021 über 9300 Stück).